# Jakab Cseszneky

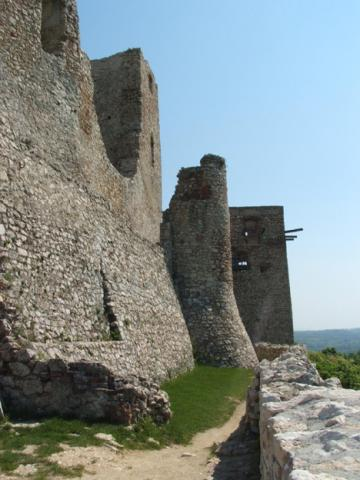
Burg von Csesznek

Baron Jakab Cseszneky de Csesznek et Visk war ein ungarischer Aristokrat des 13. Jahrhunderts. Jakab war der Sohn von Mihály, einem Mitglied des Clans Bána und Stallmeister von Andreas II.
Er war der Schwertträger von König Béla IV. und erhielt den Titel Graf von Trentschin. Etwa 1263 errichtete er die bekannte gotische Burg bei Csesznek im Bakonywald. Er und seine Nachfahren wurden damit nach der Burg benannt: Cseszneky.
Jakabs Frau war die Tochter von Márk Trencséni, einem Mitglied des Csák Clans. Seine Söhne Miklós, Lőrinc, Szomor und Mihály waren bedeutende Unterstützer von König Ladislaus IV. und Karl I. Sie kämpften gegen Matthäus Csák (ung. Máté Csák), der Herrscher über das heutige Gebiet der Westslowakei war.